# Барбікан лисий
Барбікан лисий (Gymnobucco calvus) — вид дятлоподібних птахів родини лібійних (Lybiidae).

## Поширення
Вид поширений в Західній і Центральній Африці від Сьєрра-Леоне і Гвінеї через Нігерію, Камерун, Габон та захід ДР Конго до півночі Анголи. Місцем його проживання є низовинні ліси, але птах трапляється і на висоті 1820 м над рівнем моря.